# Žižkovski televizijski stolp
Žižkovski televizijski stolp je oddajniški stolp v Pragi in z 216 metri najvišja stavba v mestu. Stoji na meji mestnih četrti Žižkov in Vinohrady, v parku Mahlerovy sady. Zgrajen je bil med letoma 1985 in 1992 po načrtih arhitekta Václava Aulickega, statika Jiříja Kozáka in Alexa Béma.

## Značilnosti
Armiranobetonska temeljna plošča, premera 30 m in debeline 4 m, leži na globini 15 m pod tlemi. Navpično konstrukcijo sestavljajo trije valjasti jekleni stolpi, ki jih tvorijo koncentrične jeklene cevi, med katerimi je medprostor zalit z betonom. Dva od treh stolpov (v enem je zasilno stopnišče, v drugem pa servisno dvigalo) imata premer 4,8 m in dosegata višino 134 metrov, glavni stolp (z dvema hitrima dvigaloma) pa ima premer 6,4 m in prehaja v antenski podaljšek, ki sega do višine 216 metrov. V njem je obešen 900 kg težak blažilnik nihanja, po zaslugi katerega vrh oddajnika v vetru ne niha za več kot 20 cm.
Na te navpične cevi so obešene tri trikrake kabine: na višini 66 metrov je panoramska restavracija in enosoben apartma, na višini 93 metrov razgledna kabina, najvišja pa je javnosti nedostopna dvonadstropna kabina z oddajno opremo. Tej sledijo tri odprte ploščadi (najvišja na 120 metrih) s sprejemnimi in oddajnimi antenami.
Z antenskega podaljška v digitalnih multipleksih oddajajo televizijske in radijske postaje. Analogno televizijsko oddajanje je bilo dokončno ukinjeno 30. aprila 2009, v pasu UKV od tu analogno oddaja šest radijskih postaj. Tu so tudi oddajniki mobilnih operaterjev in postaja za meritve kakovosti zraka v Pragi.
Lastnik stolpa in upravitelj oddajnikov je podjetje České Radiokomunikace.

## Zgodovina

### Načrti
V 70. letih se je izrazila potreba po močnem radijskem in televizijskem oddajniku za prebivalce Prage. Postavitev oddajnika v razgledni stolp na hribu Petřín je bila začasen ukrep, zato je leta 1975 takratno ministrstvo za komunikacije nameravalo na isti lokaciji zgraditi 160 m visok jeklen jambor. Vendar so se tej zamisli močno uprli varstveniki, po dolgotrajnih razpravah pa so leta 1983 za lokacijo oddajnika izbrali tedaj zapuščene Mahlerove sade.
Izračunali so, da mora biti za popolno pokritost Prage s signalom iz Žižkova antena vsaj 200 m nad tlemi. Arhitekt Václav Aulický je razvil približno dvajset različnih zasnov. Edinstveno futuristično strukturo iz treh stebrov, ki spominja na raketo in izstrelitveno ploščad, sta Aulický in oblikovalec Juraj Kozák zagovarjala s tem, da bi bil armiranobetonski oddajnik iz enega droga premasiven in da bi material v tedanjem onesnaženem ozračju zelo hitro propadel. Njun predlog konstrukcije naj bi pomenil manjši vpliv na veduto Prage, večjo aerodinamično stabilnost, uporabno vrednost in vzdržljivost.
Obliko in lokacijo oddajnika je dokončno odobrila zvezna vlada Češkoslovaške republike z resolucijo št. 71/1983, ki je predvidevala investicijske stroške v višini 250 milijonov kron in zagon 1. januarja 1991.

### Gradnja
Temeljni kamen so položili oktobra 1985. Gradnja je potekala razmeroma hitro, čeprav so jo spremljali spori in negativne ocene, na primer s strani praške judovske skupnosti, ki si je neuspešno prizadevala za nadzor med izkopavanjem na mestu nekdanjega pokopališča.
20. decembra 1988 je bil v grobem dokončan glavni objekt, ki je dosegel višino 193 m. Kabine in ploščadi so sestavili neposredno na tleh in nato dvignili na svoje mesto z žerjavom.
Družbene spremembe konec leta 1989 so prinesle val občanskih protestov proti tej gradnji. Del javnosti je zahteval ustavitev del in rušitev, ker se jim je oddajnik zdel prevelik poseg v videz mesta in spomenik socialističnemu režimu; govorilo se je tudi o nevarnosti elektromagnetnega sevanja, kar pa je ovrgla posebna komisija, saj je bila moč oddajnika daleč pod omejitvami. Šele sredi leta 1990 so dela ponovno stekla. Marca 1991, torej z okoli dvomesečno zamudo glede na prvotni načrt, se je začelo poskusno oddajanje, 3. maja 1991 je prešel na standardni obratovalni režim, 17. februarja 1992 pa so oddajnik, njegovo restavracijo in razgledišče uradno odprli za javnost.

### Dojenčki
Maja 2000 so na stolp namestili delo umetnika Davida Černega »Dojenčki« (Miminka) – deset figur iz fiberglasa, ki se plazijo po stolpu navzgor in navzdol. Sprva je bilo načrtovano, da bo instalacija samo začasna, zaradi pozitivnega odziva javnosti pa so jih leto pozneje pritrdili tudi trajno. Leta 2017 so dojenčke odstranili zaradi vzdrževanja stolpa, po pregledu stanja skulptur pa so sklenili, da jih nadomestijo z replikami. Te so na stolp namestili spomladi 2019, izvirnike pa vrnili avtorju.
Arhitekt stolpa Václav Aulický je povedal, da so mu malčki na oddajniku všeč in da se dobro prilegajo videzu celotne stavbe.

### Ostalo
Od 22. maja 2006, ko so praznovali 125. obletnico mestnega statusa Žižkova in 15. obletnico zagona oddajnika, je oddajnik zvečer osvetljen z različnimi barvami, navadno v barvah državne trobojnice (ki so bile v času postavitve tudi barve podjetja České Radiokomunikace).
Med letoma 2011 in 2012 je bil stolp deležen obsežne rekonstrukcije. Posodobljeni so bili vsi notranji prostori, predvsem restavracija in razgledišče. Nad restavracijo so uredili luksuzen hotel z eno sobo in dvema posteljama. Po rekonstrukciji stolpa so revitalizirali tudi njegovo okolico.

## Sloves
Gradnja stolpa je bila kontroverzna že od začetka, ker so z njo razrušili eno od starih židovskih pokopališč, na mestu katerega stoji.
Ker je bil oddajnik zgrajen ob koncu socialistične vladavine, si je v javnosti prislužil vsaj dva posmehljiva vzdevka, ki sta se nanašala na predstavnike partije in vlade: »Jakešev prst« po Milošu Jakešu, generalnem sekretarju CK Komunistične partije Češkoslovaške, in »Biľakova igla« po Vasilu Biľaku, članu predsedstva Federalnega sveta Češkoslovaške, ki je bil po prvotni izobrazbi krojač. Drugi vzdevki kot »raketa« in »Bajkonur« so se nanašali na obliko stolpa.
Avstralsko spletno mesto VirtualTourist.com je leta 2009 žižkovski oddajnik proglasila za drugo najgršo stavbo na svetu, grše od njega naj bi bilo le gledališče v Baltimoru. Po drugi strani je britanski Guardian skulpture malčkov (skupaj s kipom lulajočih postav istega avtorja) opisal kot največjo atrakcijo v Pragi. Sčasoma se je mnenje Pražanov o stolpu izboljšalo.